# Senegal
O Senegal, oficialmente República do Senegal (em francês, République du Sénégal), é um país localizado na África Ocidental. Faz fronteira com o Oceano Atlântico a oeste, com a Mauritânia ao norte e ao leste, com o Mali, a leste, e com a Guiné e a Guiné-Bissau ao sul. A Gâmbia forma um quase-enclave no Senegal, penetrando mais de 300 km para o interior. As ilhas de Cabo Verde estão localizados 560 km da costa do Senegal. O país deve o seu nome ao rio que faz fronteira com ele para o leste e para o sul e sobe no Futa Jalom na Guiné. O clima é tropical e seco com duas estações: a estação seca e a estação chuvosa.
O atual território do Senegal tem visto o desenvolvimento de vários reinos, como o Império Uolofe, vassalo dos impérios sucessivos de Gana, Mali e Songai. Depois de 1591, ele sofreu a fragmentação política do Oeste Africano consecutivo na Batalha de Tondibi. No século XVII, vários contadores pertencentes a vários impérios coloniais europeus se estabeleceram ao longo da costa, eles servem para apoiar o comércio triangular. A França assumiu ascendência gradual para os outros poderes e ergueu São Luís, Goreia, Dacar e Rufisque em comunas francesas regidas pelo estatuto dos quatro municípios. Com a Revolução Industrial, a França queria construir uma ferrovia para ligar e Lat Dior entrou em conflito com o rei Damel do Caior. Este conflito fez com que a França elevasse o Reino de Caior à categoria de protetorado em 1886, um ano após a Conferência de Berlim. A colonização de toda a África Ocidental é então preparada e São Luís e Dacar vão-se tornar duas capitais sucessivas da África Ocidental Francesa, criada em 1895. Dacar mais tarde se tornou a capital da República do Senegal, no momento da independência em 1960.
O país faz parte da Comunidade Económica dos Estados da África Ocidental. Desde 2 de abril de 2012, o presidente do país é Macky Sall. Integrado com os principais órgãos da comunidade internacional, o Senegal também faz parte da União Africana (UA) e da Comunidade dos Estados do Sahel-Saara.

## Etimologia
O Senegal é nomeado a partir do rio Senegal, cuja etimologia é polêmica. Uma teoria popular (proposta por David Meakin em 1853) é que ela decorreria da expressão "sunu gaal" que significa, na Língua uolofe, "nossa canoa". sendo resultante de uma falha de comunicação entre marinheiros portugueses do século XV e os pescadores uolofes. A teoria da "nossa canoa" foi popularmente adotada no Senegal moderno por seu charme, sendo frequentemente usada para invocar o sentimento de solidariedade nacional (por exemplo, na expressão "estamos todos na mesma canoa").
Historiadores e linguistas modernos, no entanto, acreditam que o nome provavelmente se refere aos berberes sanhajas, que habitavam o lado norte do rio, ou à cidade medieval de Sangana, localizada perto da foz do rio e descrita pelo geógrafo árabe Albacri em 1068.

## História

### Era pré-colonial
Achados arqueológicos em toda a área indicam que o Senegal foi habitado em tempos pré-históricos, tendo sido continuamente ocupado por vários grupos étnicos. Alguns reinos foram criados por volta do século VII: Tacrur no século IX, Namandiru e o Império Uolofe durante os séculos XIII e XIV. O leste do Senegal já fez parte do Império do Gana.
O Islã foi introduzido através do contato dos tuculores e os saracoleses com o Império Almorávida do Magrebe, que por sua vez o propagou com a ajuda dos Aliados Almorávidas e os tuculores. Este movimento enfrentou resistência de etnias de religiões tradicionais, em particular os Sererês.
Nos séculos XIII e XIV, a área ficou sob a influência dos impérios do leste. O Império Uolofe também foi fundado nesta época. Na região da Senegâmbia, entre 1300 e 1900, cerca de um terço da população foi escravizada, normalmente como resultado de conflitos de guerra onde se capturavam pessoas pertencentes aos grupos derrotados.
No século XIV, o Império Uolofe tornou-se mais poderoso, tendo unido Caior e os reinos de Baol, Sine, Salum, Ualo, Futa Toro e Bambuque, ou grande parte da atual África Ocidental. O império era uma confederação voluntária de vários estados, em vez de ser construído com base em conquistas militares. O império foi fundado por Andiadiane Andiaie, que conseguiu formar uma coalizão com muitas etnias, mas desmoronou por volta de 1549 com a derrota e morte de Lele Fuli Faque de Amari Angone Sobel Fal.

### Povos nativos, invasão  e colonização
A diversidade de vestígios pré-históricos é a comprovação de que o atual território do Senegal foi ocupado pelos humanos numa idade superior a 350 000 anos atrás. A referência dada pelo historiador árabe Albacri era o ano de 1068 quando existia o Reino de Tacrur. O Reino de Tacrur se localizava no atual território do Senegal e seria fundado nas primeiras décadas da era cristã. Depois de estabelecer suas relações com o norte da África, durante o século X, a população do reino foi convertida ao islamismo.

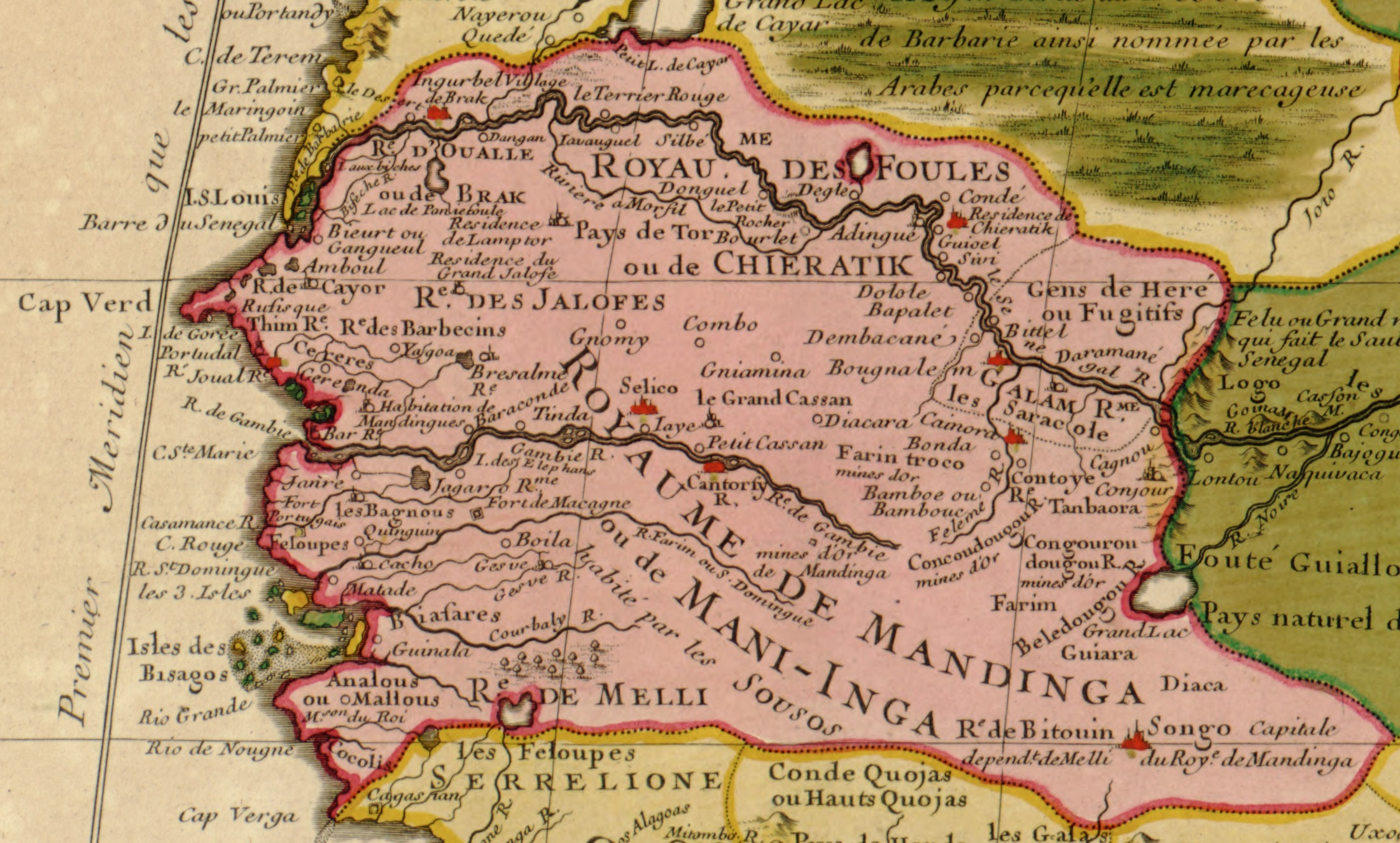
Mapa histórico da Senegâmbia em 1707

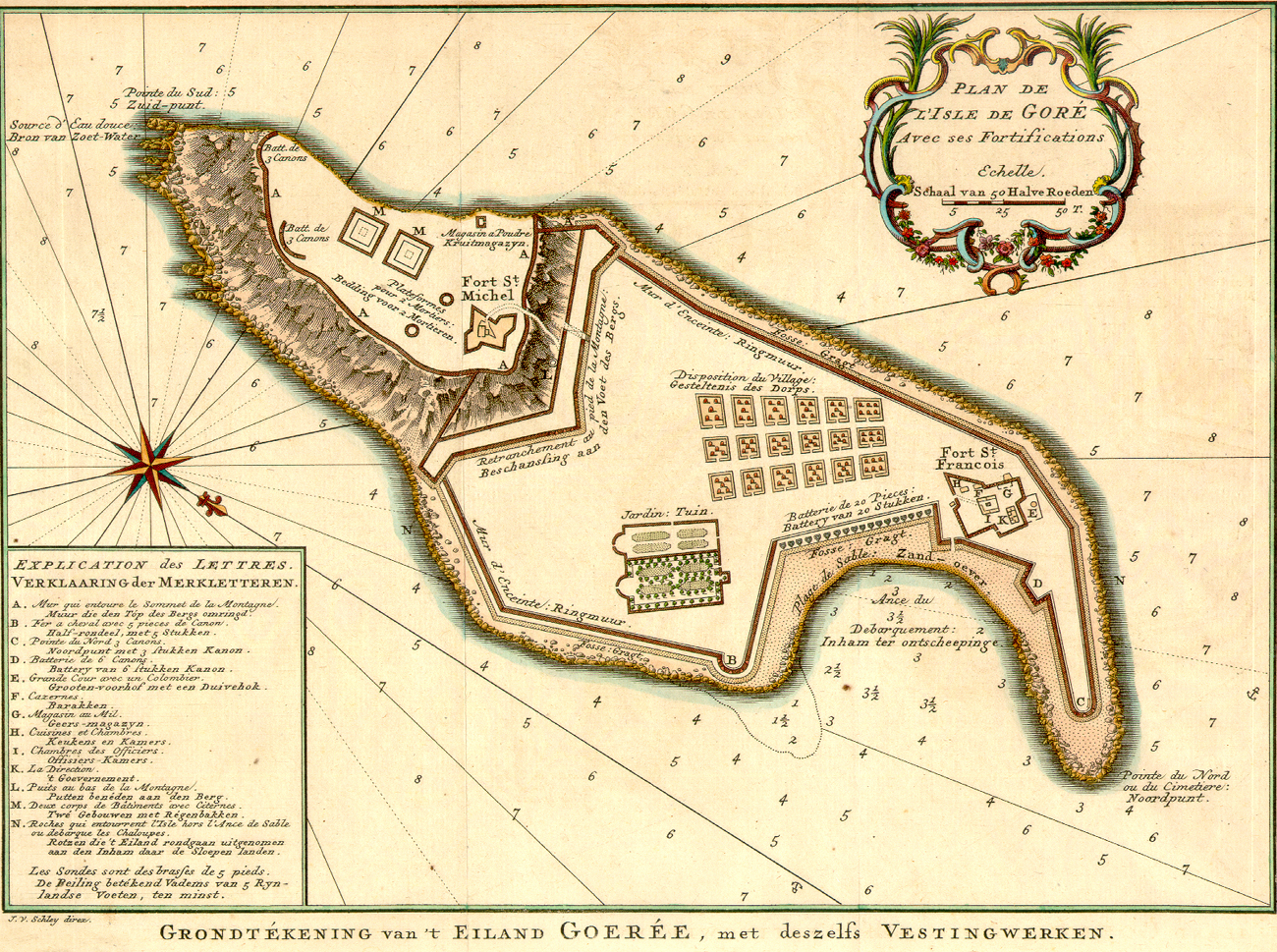
Mapa da Ilha da Goreia em 1772

A litoral do Senegal foi um dos territórios localizados na África Negra que os europeus colonizaram. A ilha da Goreia, que fica a oeste de Dacar, foi durante séculos um dos principais lugares onde se traficava escravos na África. Ali houve primeiramente o estabelecimento dos portugueses. Antes de chegarem ao Senegal, os portugueses dobraram o cabo Verde em 1444. Em segundo lugar chegaram os holandeses. E, por último chegaram os franceses. Em 1638 os franceses foram os exploradores de um entreposto comercial que se localizava na foz do rio Senegal. No decorrer dos séculos XVII e XVIII os colonizadores europeus foram traficantes de escravos, goma arábica, ouro e marfim do Senegal. Uma feitoria que os franceses estabeleceram na foz do rio foi transformada na cidade de São Luís. De 1693 até 1814, a França e o Reino Unido estiveram na competição de controlar o litoral senegalês.
Em 1816, São Luís e a ilha da Goreia foram ocupadas pelo Reino Unido. São Luís e a ilha da Goreia voltaram à posse de França através do Tratado de Paris, de 1814. Por determinação desse mesmo tratado receberam de volta o facto de permanecerem de maneira efetiva sob o domínio francês no ano posterior. Na época em que reinou Napoleão III os franceses fizeram penetração no interior do território. Os franceses eram comandados por Louis-Léon Faidherbe. Louis-León Faidherbe foi responsável pela ocupação efetiva. Esse homem fez a transformação do Senegal em ponta-de-lança da colonização francesa na África negra. Nas últimas décadas do século XIX, o Senegal integrou a África Ocidental Francesa. Parte dos senegaleses que habitavam as cidades tinham direito à cidadania francesa. Em 1946 a medida se estendeu à totalidade dos e o país foi elevado à categoria de território ultramarino da França.

### Independência

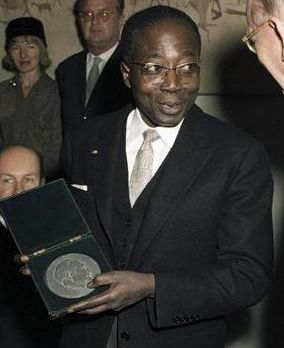
Léopold Sédar Segnhor em 1961

Em 1958, a antiga colônia foi elevada à categoria de república autônoma. Um ano depois, sob o patrocínio da metrópole, fez a sua adesão ao Sudão Francês (atualmente Mali). O Senegal aderiu ao Sudão Francês para se unir à formação da Federação do Mali. A Federação do Mali proclamou a sua independência em junho de 1960. Em agosto do mesmo ano, a ligação do Senegal com a federação foi cortada. Na mesma altura, a proclamação da independência do Senegal ocorreu e foi eleito como primeiro presidente o senhor Léopold Sédar Senghor.
O primeiro presidente do Senegal foi um político moderado e intelectual muito prestigiado. Era conhecido no mundo interior como um dos maiores expoentes da poesia africana, Senghor foi o presidente do país durante vinte anos até 1981. Em 1981, declarou a renúncia por ser muito velho. Entregou o cargo de presidente a seu primeiro-ministro, Abdou Diouf. Naquele ano, um golpe de estado na vizinha Gâmbia foi a razão do facto das tropas senegalesas intervirem. Em 1º de fevereiro de 1982 se constituiu a Confederação da Senegâmbia. A Confederação da Senegâmbia foi acordo que os dois países assinaram em questões militares, económicas e de política exterior. Em conformidade com esse acordo, prometeram não prejudicar as suas próprias soberanias e respectivas instituições internas.

### Últimas décadas doséculo XX

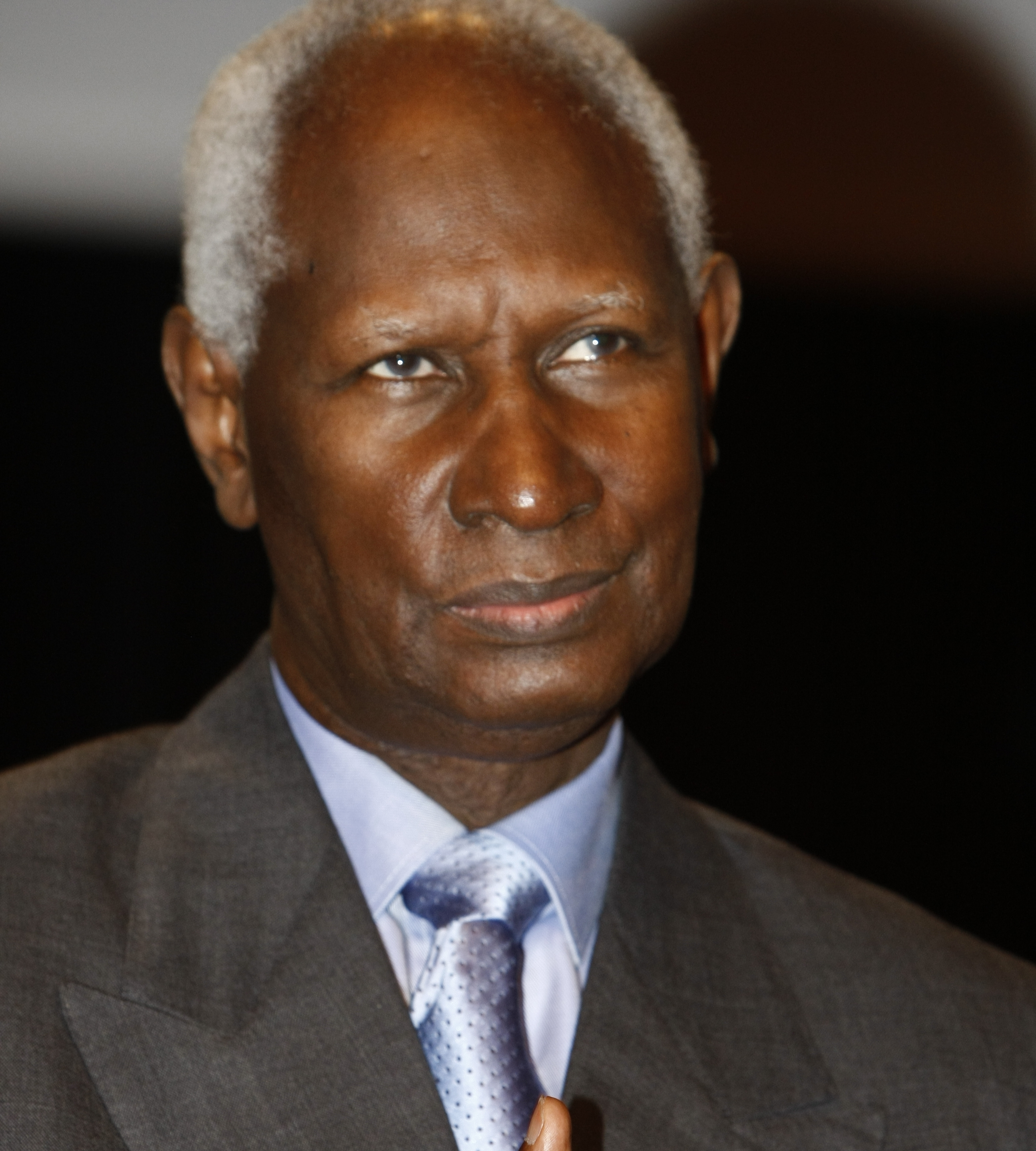
Abdou Diouf, segundo presidente do Senegal

Diouf ganhou a maioria absoluta dos votos válidos nas eleições presidenciais de fevereiro de 1983. Os poderes de Diouf foram aumentados. Diouf aboliu o cargo de primeiro ministro. No final da década de 1980, manifestações separatistas de Casamansa causaram tumulto na situação do país. Diouf reelegeu-se em 1988 e 1993. Durante a reeleição foi acusado de fraude. Embora fosse reeleito, a justiça confirmou os resultados dos pleitos.
Durante as eleições presidenciais de 2000, Abdoulaye Wade, que liderava o Partido Democrático Senegalês (PDS), venceu Diouf e elegeu-se presidente. A partir de 1982, o Movimento das Forças Democráticas de Casamansa (MFDC) luta pelo fato de que a região de Casamansa, ao sul de Gâmbia, deseja se tornar independente. Embora fossem assinados acordos de cessar-fogo em 2000 e 2001, ocorre o prosseguimento dos combates.

### Século XXI

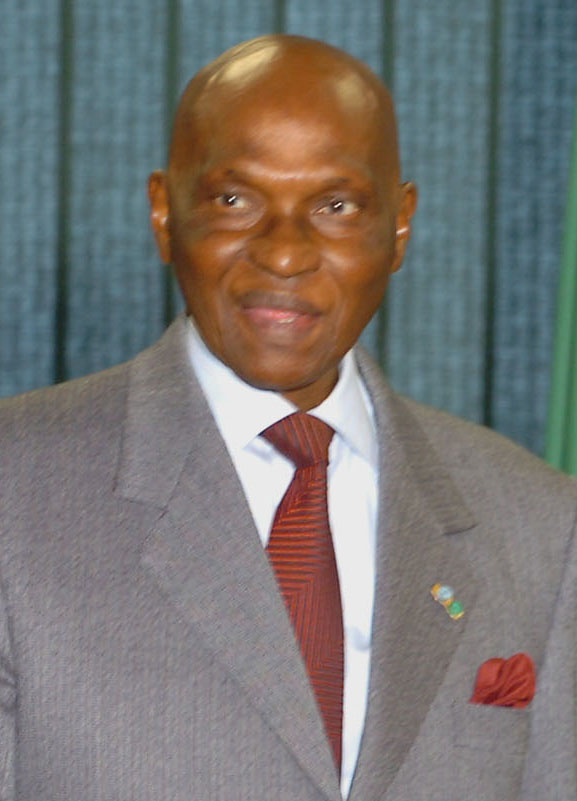
Abdoulaye Wade, terceiro presidente do Senegal

Em 2001, o parlamento aprovou uma nova constituição. Em 2004, o governo chegou a um acordo com os separatistas de Casamansa. Porém a continuação de luta de uma facção rebelde ainda persiste. Em 2005, foi aceitado pela Espanha que fossem recebidos imigrantes legais vindos do Senegal. A imigração senegalesa na Espanha teve como objetivo o controle da migração ilegal às ilhas Canárias. As Ilhas Canárias é um arquipélago espanhol que se localiza no litoral da África.
Durante as eleições presidenciais de 2007, Wade reelegeu-se com 55,9% da maioria absoluta dos votos válidos. Naquele ano, a coalização que o PDS lidera conquistou 131 das 150 cadeiras da Assembleia Nacional. Durante a eleição, o PDS foi boicotado pela oposição. Cheiki Hadjibou Soumaré foi nomeado como primeiro-ministro. Em outubro de 2008, a ONU deu a destinação de 15 milhões de dólares para 36 mil agricultores que produzem amendoim.
Nas eleições locais de 2009, o partido governista foi muito derrotado pela oposição. Isso fez com que ocorresse a renúncia do primeiro-ministro Soumaré em abril. Um mês depois, Souleymane Ndéné Ndiaye toma posse do cargo. Em setembro, cresce o recrudescimento da violência em Casamansa, nas imediações da Guiné-Bissau. Separatistas causaram a morte de seis soldados e um civil. Enquanto isso, os militares provocaram o bombardeio de uma base rebelde. Centenas de pessoas fizeram a fuga da área de conflito.

## Geografia

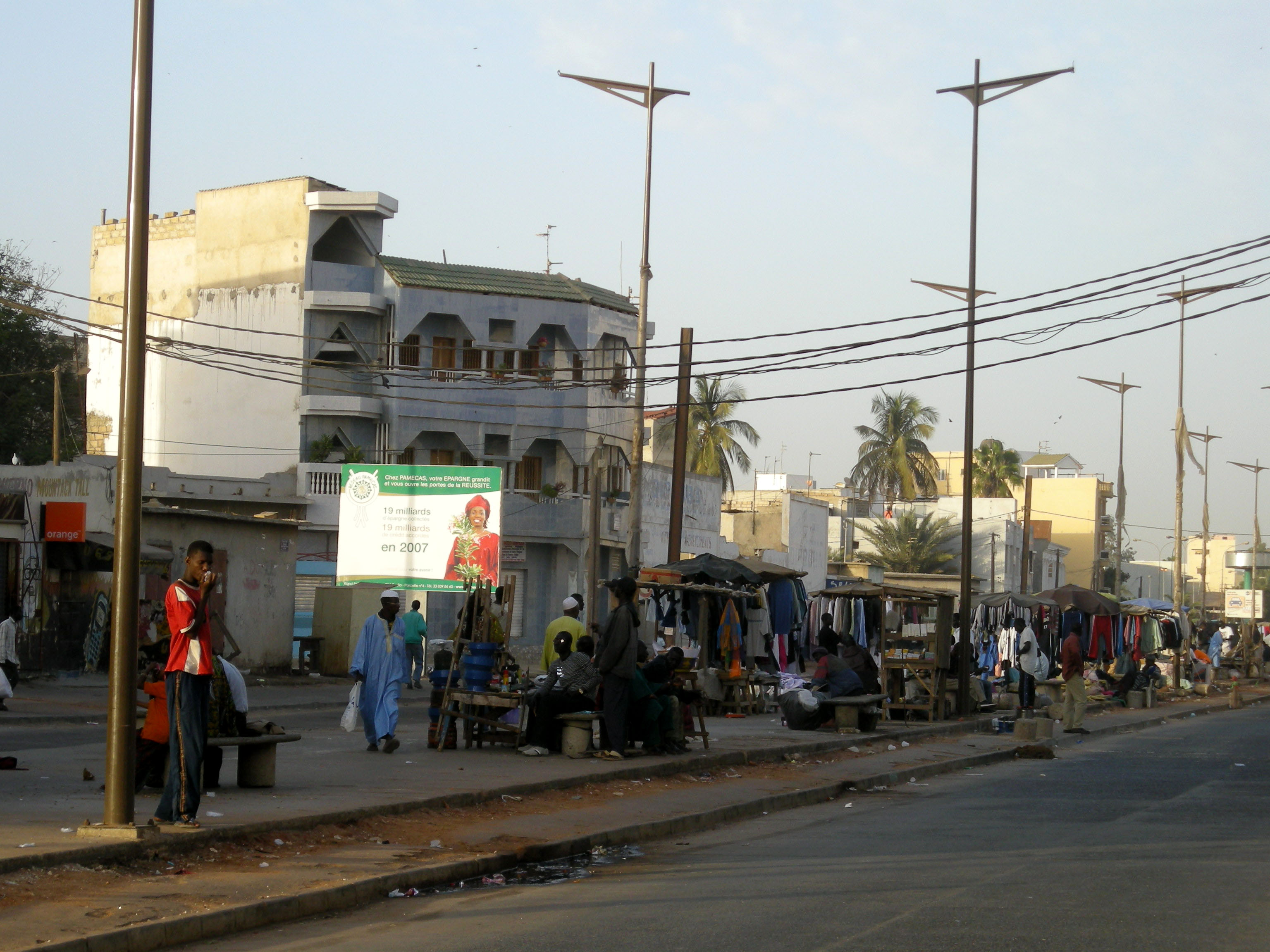
Dacar, a capital do país

### Relevo e hidrografia
A distância do litoral do Senegal é da ordem de 500 km de extensão. O litoral do Senegal tem as menores altitudes do país e se estende em linha reta. As cercanias dunares da foz do rio Senegal até a Península de Cabo Verde formam o litoral do Senegal. A Península do Cabo Verde é um antiga ilha que faz a união ao continente por um cinturão feito de areia. É na península de Cabo Verde que é encontrada a capital, Dacar. Dacar se localiza na extremidade ocidental da África. Desde o local onde deságua o rio Salum, o litoral é formado por recortes e pântanos. Nessa parte do Senegal existem manguezais em grande quantidade.
Uma planície dotada de sedimentos forma o território do Senegal em sua maioria. Apenas na região sudeste ocorre o aparecimento de uma plataforma de origem pré-cambriana. No maciço de Futa Jalom as elevações são superiores a 500 metros. O maciço de Futa Jalom se localiza na fronteira do Senegal com a Guiné. As temperaturas são dotadas de elevação. Há escassez de precipitações na quase totalidade do território. Em relação às escassas precipitações é registrada anualmente um estação úmida dotada de encurtamento. Isso dá a determinação à fraqueza de uma vegetação de savana seca. Essa formação vegetal se localiza no deserto de Ferio. Já o deserto de Ferio, por sua vez, está localizado no norte do Senegal. No sul, mais precisamente no vale do rio Casamansa há queda de chuvas de grande abundância. As chuvas do rio Casamansa dão favorecimento ao fato de existir um bosque tropical.
O rio Senegal nomeia o país. O rio Senegal, propriamente dito, é próprio para a navegação na época da enchente. Esse fenômeno natural permite navegar de Saint-Louis, na foz, até Caies, no Mali. O Falemé é um afluente do Senegal. O rio Falemé delimita o Senegal e o Mali na maioria do caminho que percorre. Os demais rios que têm foz no Oceano Atlântico ao sul de Dacar são o Sine e o Salum. O desaparecimento dos rios Sine e Salum ocorre durante a estação seca. Já, o Gâmbia e o Casamansa têm grande extensão e navegabilidade nas imediações da foz.

### Clima e vegetação
O clima do Senegal muda de árido para tropical. Existem duas estações de maior importância. São elas: a seca e a úmida. A variação de precipitação pluviométrica vai de 350 mm ao norte até 1 500 mm ao sul. Durante a estação chuvosa, há frequência de tornados. Em Dacar, a oscilação de temperatura vai de 18 °C até 27 °C em janeiro. Já, em agosto a variação de temperatura de 25 °C até 33 °C. De janeiro até maio, o harmatã se move com soprada no sentido leste-nordeste. O harmatã é um vento.
A fauna do Senegal tem mamíferos dotados de grandeza, como elefantes, antílopes, leões, panteras e hienas. A distribuição geográfica desses mamíferos reside no interior do país. Enquanto isso, nos vales dos rios Gâmbia e Casamansa vivem uma grande quantidade de espécies de macacos. Com igual abundância vivem os répteis, especialmente pítons, cobras e demais serpentes dotadas de veneno. Crocodilos, hipopótamos e tartarugas são habitantes dos rios. As águas dos rios também têm grande quantidade de peixes e crustáceos.

## Demografia
O Senegal possui uma população de cerca de 18 milhões, cerca de 42% dos quais vivem em áreas rurais. A densidade demográfica nessas áreas varia de cerca de 77 habitantes por km² na região centro-oeste a 2 habitantes por km² na parte leste árida.

### Grupos étnicos
O Senegal tem uma grande variedade de grupos étnicos e, como na maioria dos países da África Ocidental, vários idiomas são amplamente falados. Os uolofes são o maior grupo étnico único no Senegal, com 43%; os fulas e os tuculores (também conhecido como Halpulaar'en, literalmente "falantes de fula") (24%) são o segundo maior grupo, seguido pelos sererês (14,7%), jolas (4%), mandingas (3%), junto a outras pequenas comunidades.
Cerca de 50 mil europeus (principalmente franceses) e libaneses, bem como um menor número de mauritanos e marroquinos, residem no Senegal, principalmente nas cidades e alguns aposentados que residem nas cidades-resort ao redor de Mbour. A maioria dos libaneses trabalha no comércio. O país experimentou uma onda de imigração francesa nas décadas entre a Segunda Guerra Mundial e a independência do Senegal; a maioria desses franceses comprou casas em Dakar ou em outros grandes centros urbanos. Também localizadas principalmente em ambientes urbanos estão pequenas comunidades vietnamitas, bem como um número crescente de comerciantes de imigrantes chineses, cada uma com algumas centenas de pessoas. Há também dezenas de milhares de refugiados mauritanos no Senegal, principalmente no norte do país.
De acordo com o World Refugee Survey 2008, publicado pelo Comitê dos Estados Unidos para Refugiados e Imigrantes, o Senegal tem uma população de refugiados e requerentes de asilo de aproximadamente 23 800 em 2007. A maioria desta população (20 200) é oriunda da Mauritânia. Os refugiados vivem em N'dioum, Dodel e pequenos assentamentos ao longo do vale do rio Senegal.

### Religião
O Senegal é um estado laico. O islamismo é a religião predominante no país, praticada por aproximadamente 92% da população do país; a comunidade cristã, com 7% da população, é maioritariamente católica romana, mas ainda existem diversas denominações protestantes. Um por cento tem crenças animistas, particularmente na região sudeste do país. Algumas sererês ainda seguem as crenças tradicionais sererês. O Senegal é reconhecido por sua tolerância religiosa. Não é incomum encontrar membros da mesma família pertencentes a diferentes religiões. Casamentos inter-religiosos são numerosos. As festas cristãs também são celebradas e respeitadas pelas diferentes irmandades muçulmanas e outras comunidades.[carece de fontes?]
A maioria dos muçulmanos no Senegal é sunita com influências sufistas. O islamismo, religião majoritária no Senegal, caracteriza-se pela presença de diferentes irmandades às quais os cidadãos costumam aderir formal ou informalmente. Essas irmandades sufistas são lideradas por um califa (xaliifa em uolofe), que geralmente é um descendente direto do fundador do grupo.
Os mudiritas (mourides) constituem a irmandade mais numerosa. Seus discípulos são facilmente reconhecidos.[carece de fontes?] Seu centro religioso está localizado em Tuba, onde há uma das maiores mesquitas da África. O seu fundador é o marabuto Amadu Bamba (1853–1927). Os tijanitas (Tidjanes) são outra grande irmandade. Eles têm Tivaouane como sua cidade santa. Finalmente, os Layènes seguem os preceitos de Seydina Limammou Laye, e seu centro nervoso é a área de Yoff, em Dakar. 27% são muçulmanos não denominacionais.
Pequenas comunidades católicas romanas são encontradas principalmente nas populações costeiras sererês, diolas, mancanhas e balantes, e no leste do Senegal entre os bassaris e coniaguis, além das principais cidades como Dacar e São Luís. As igrejas protestantes são frequentadas principalmente por imigrantes, mas durante a segunda metade do século XX, igrejas protestantes lideradas por líderes senegaleses de diferentes grupos étnicos evoluíram. Em Dakar, os ritos católicos e protestantes são praticados pelas populações de imigrantes libaneses, cabo-verdianos, europeus e americanos, e entre certos africanos de outros países, bem como pelos próprios senegaleses. Embora o islamismo seja a religião predominante no Senegal, o primeiro presidente do Senegal, Léopold Sédar Senghor, era um sererê católico.
Um certo número de senegaleses são animistas e mantêm as crenças ancestrais. Os animistas senegaleses praticam mais ou menos essas antigas crenças, em pequenos reconhecimentos ou demandas por proteção, derramando água ou leite ao pé de uma árvore, geralmente um baobá (a casa dos espíritos).
Há um pequeno número de adeptos do judaísmo e do budismo. O judaísmo é seguido por membros de vários grupos étnicos, enquanto o budismo é seguido por um número de vietnamitas.[carece de fontes?] A Fé Bahá'í no Senegal foi estabelecida depois que Abdu'l-Bahá, filho do fundador da religião, mencionou a África como um lugar que deveria ser mais amplamente visitado pelos bahá'ís. Os primeiros bahá'ís a pisar no território da África Ocidental Francesa que se tornaria o Senegal chegaram em 1953. A primeira Assembleia Espiritual Local Bahá'í do Senegal foi eleita em 1966 em Dakar. Em 1975, a comunidade bahá'í elegeu a primeira Assembleia Espiritual Nacional do Senegal. A estimativa mais recente, pela Associação de Arquivos de Dados Religiosos em um relatório de 2005, detalha a população de bahá'ís senegaleses em 22 mil.

### Línguas
O francês é a língua oficial, mas só é utilizada de forma corrente por uma minoria de senegaleses educados nas escolas da era colonial de origem francesa (escolas corânicas são ainda mais populares, mas o árabe não é muito falado fora deste contexto). Enquanto, a maioria das pessoas também falam sua própria língua étnica, especialmente em Dacar, onde o uolofe é a língua franca. O pulaar é falado pelos fulas e tuculores. A língua sererê é amplamente falada tanto por sererês como por não sererês (incluindo o presidente Sall, cuja esposa é sererê); assim são também as línguas cangin, cujos oradores são etnicamente sererês. As línguas jola são faladas em Casamansa. Várias das línguas senegaleses têm o estatuto jurídico de "línguas nacionais": Balanta-Ganja, Hassaniya árabe, Jola-Fonyi, Mandinga, Mandjak, Mankanya, Noon (ererê-noon), Pulaar, ererê, soninquê e uolofe.
Um crioulo português, localmente conhecido como português, é uma língua minoritária proeminente em Ziguinchor, capital regional da Casamansa, falada por crioulos portugueses locais e imigrantes da Guiné-Bissau. A comunidade cabo-verdiana local, falam um crioulo português semelhante, o crioulo cabo-verdiano, e o português padrão. A língua portuguesa foi introduzida no ensino secundário do Senegal, em 1961, em Dacar pelo primeiro presidente do país, Léopold Sédar Senghor, que está atualmente disponível em mais regiões do Senegal e também no ensino superior. É especialmente prevalente em Casamansa por ser relacionada com a identidade cultural local.
O francês é a única língua oficial do país, mas uma reação na forma de um crescente movimento nacionalista linguístico senegalês apoia a integração do Wolofh, a língua vernácula comum do país, na constituição nacional.
As regiões senegalesas de Dacar, Diourbel, Fatick, Kaffrine, Kaolack, Kedougou, Kolda, Louga, Matam, Saint-Louis, Sedhiou, Tambacounda, Thies e Ziguinchor são membros da Associação Internacional das Regiões Francófonas.

## Política

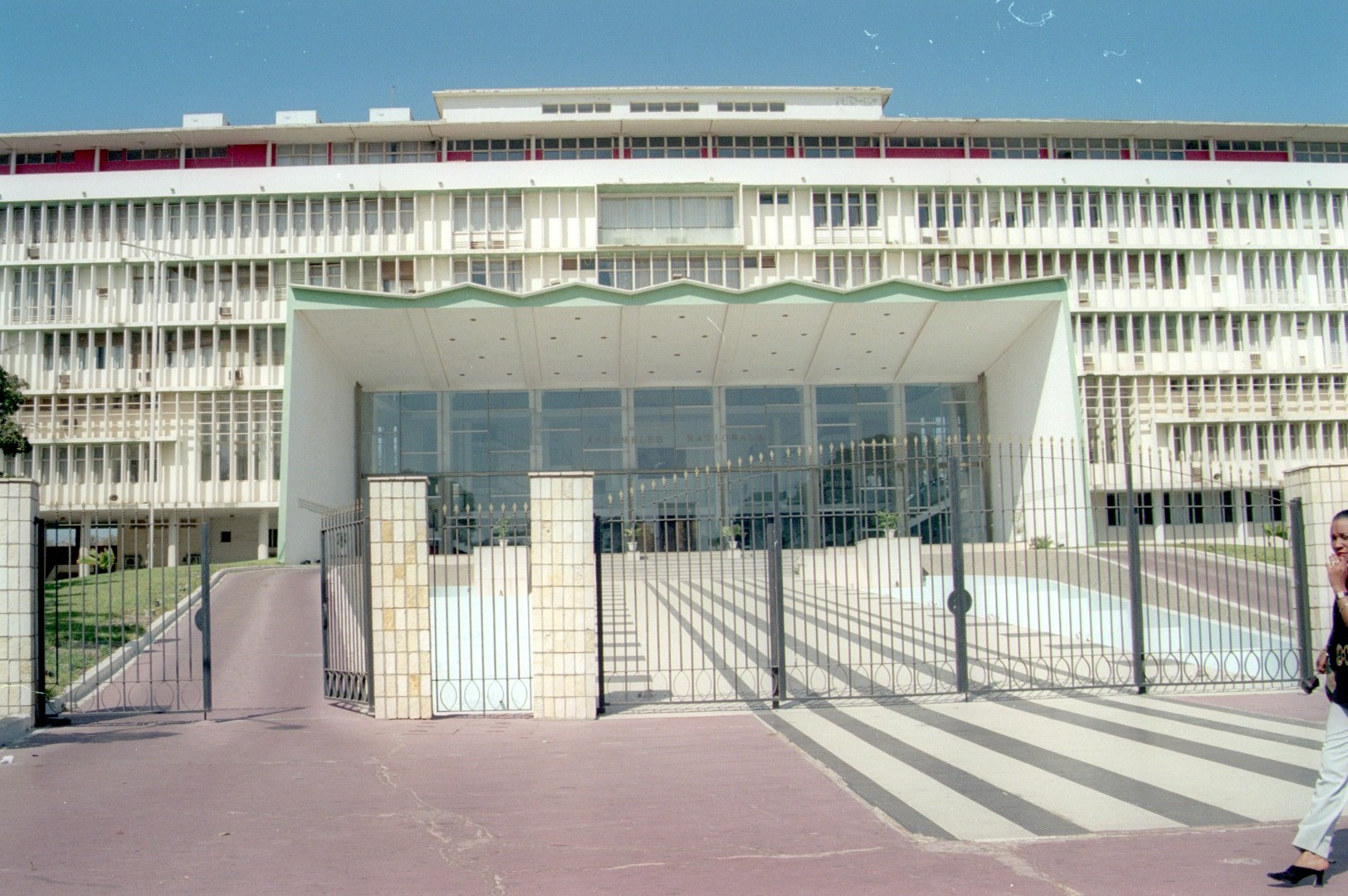
Parlamento do Senegal em Dacar

O Senegal é uma república semipresidencialista. O presidente é eleito desde 2000, o presidente é eleito para um mandato de cinco anos (anteriormente de sete anos) por eleitores adultos. O primeiro presidente do país, Léopold Sédar Senghor, foi um poeta e escritor, tendo sido o primeiro africano a ser eleito para a Academia Francesa. O segundo presidente do Senegal, Abdou Diouf, foi depois secretário-geral da Francofonia. O terceiro presidente foi Abdoulaye Wade, um advogado. O quarto presidente foi Macky Sall, eleito em março de 2012. O atual presidente é Bassirou Diomaye Faye.
O Senegal tem mais de 80 partidos políticos. O parlamento unicameral consiste na Assembleia Nacional, que tem 150 assentos (o país teve um sistema bicameral com um Senado entre 1999 e 2001 e de 2007 até 2012). Um judiciário independente também existe no Senegal. Os tribunais mais importantes do país que lidam com questões de negócios são o conselho constitucional e o tribunal de justiça, cujos membros são nomeados pelo presidente.
Atualmente, o Senegal tem uma cultura política quase democrática e uma das transições democráticas pós-coloniais mais bem-sucedidas na África.[carece de fontes?] Os administradores locais são nomeados e responsabilizados pelo presidente. Os marabutos, líderes religiosos das várias irmandades muçulmanas do Senegal, também exerceram uma forte influência política no país, especialmente durante a presidência de Wade. Em 2009, a Freedom House rebaixou o status do Senegal de "Livre" para "Parcialmente Livre", com base no aumento da centralização de poder no executivo. No entanto, desde então, recuperou seu status de "Livre" em 2014.
Em 2008, o Senegal terminou na 12ª posição no Índice Ibrahim de Governança Africana. O Índice Ibrahim é uma medida abrangente da governança africana (limitada à África subsaariana até 2008), baseada em diversas variáveis que refletem o sucesso com o qual os governos entregam bens políticos essenciais aos seus cidadãos. Quando os países do norte da África foram adicionados ao índice em 2009, a posição do Senegal em 2008 foi retroativamente reduzida para o 15º lugar (com a Tunísia, o Egito e o Marrocos se colocando à frente do Senegal). A partir de 2012, a classificação do Senegal no Índice Ibrahim diminuiu um outro ponto para 16 dos 52 países africanos.
Em 22 de fevereiro de 2011, o Senegal supostamente cortou relações diplomáticas com o Irã, alegando que forneceu armas aos rebeldes que mataram tropas senegalesas no conflito de Casamansa.
A eleição presidencial de 2012 foi controversa devido à candidatura do presidente Wade, pois a oposição argumentou que ele não deveria ser considerado elegível para concorrer novamente. Vários movimentos de oposição de jovens, incluindo M23 e Y'en a Marre, surgiram em junho de 2011. No final, Macky Sall, da Aliança para a República, venceu as eleições, e Wade, que havia sido presidente do Senegal durante 12 anos, reconheceu a derrota. Esta transição pacífica e democrática foi saudada por muitos observadores internacionais, como a União Europeia como uma demonstração de "maturidade".
Em 19 de setembro de 2012, os legisladores votaram pelo fim do Senado para economizar cerca de US$ 15 milhões.

### Relações exteriores
O Senegal tem um alto perfil em muitas organizações internacionais e foi membro não permanente no Conselho de Segurança das Nações Unidas entre 1988–1989 e 2015–2016. O país também foi eleito para a Comissão das Nações Unidas para os Direitos Humanos em 1997. O país possui boas relações com a França e com os Estados Unidos, além de ser um defensor vigoroso de maior assistência dos países desenvolvidos para o Terceiro Mundo.
O Senegal goza principalmente de relações cordiais com seus vizinhos. Apesar dos progressos evidentes em outras frentes com a Mauritânia (segurança das fronteiras, gestão de recursos, integração econômica, etc.), estima-se que 35 mil refugiados mauritanos (dos cerca de 40 mil que foram expulsos do seu país natal em 1989) permanecem no Senegal.
O Senegal faz parte da Comunidade Econômica dos Estados da África Ocidental. Integrado com os principais órgãos da comunidade internacional, o Senegal é também membro da União Africana e da Comunidade dos Estados do Sahel-Saara.

### Forças armadas
As forças armadas senegalesas consistem em cerca de 19 mil pessoas no exército, na força aérea, na marinha e na gendarmaria. A força militar senegalesa recebe a maior parte de seu treinamento, equipamento e apoio da França e dos Estados Unidos. A Alemanha também fornece apoio, mas em menor escala.
A não interferência militar nos assuntos políticos contribuiu para a estabilidade do Senegal desde a independência. O Senegal participou em muitas missões internacionais e regionais de manutenção da paz. Em 2000, o Senegal enviou tropas para missões de paz na República Democrática do Congo e em Serra Leoa. Em 2015, o Senegal participou da intervenção militar liderada pela Arábia Saudita no Iêmen contra os xiitas houthis.

## Direitos Humanos
O Senegal tem estado sob grande pressão internacional para parar os abusos contra os talibés, crianças que são enviadas pelas suas famílias, muitas vezes a milhares de quilómetros de casa, para terem uma educação nas escolas islâmicas.
Dezenas de milhares de crianças no Senegal ainda são forçadas a pedir nas ruas para poderem comer por professores abusadores de muitas dessas escolas corânicas.  O governo senegalês decidiu combater esta prática, mas o facto é que se mantém, segundo um relatório de 2017 da organização Human Rights Watch (HRW). O relatório revelou que muitas das crianças talibés detetadas nas ruas pelas autoridades foram depois devolvidas aos professores que os tinham forçado à mendicidade.
Em 2010, HRW estimava que 50 mil crianças talibés esmolavam  nas ruas do Senegal, e um relatório do governo senegalês em 2014 indicava que esse número ainda podia ser maior.

## Subdivisões
O Senegal está dividido em 14 regiões (em francês régions), cada uma administrada por um Conselho Regional (Conseil Régional) eleito pelo peso da população ao nível do Arrondissement. O país é ainda subdividido por 45 departamentos, 113 arrondissements (nenhum dos quais tem função administrativa) e pelas Coletividades Locais (Collectivités Locales), que elegem oficiais administrativos.
As capitais regionais têm o mesmo nome de suas respectivas regiões:
- Dacar
- Diourbel
- Fatick
- Kaffrine
- Kedougou
- Kaolack
- Kolda
- Louga
- Matam
- Saint-Louis
- Sedhiou
- Tambacounda
- Thiès
- Ziguinchor

## Economia

Principais produtos de exportação do Senegal em 2019.

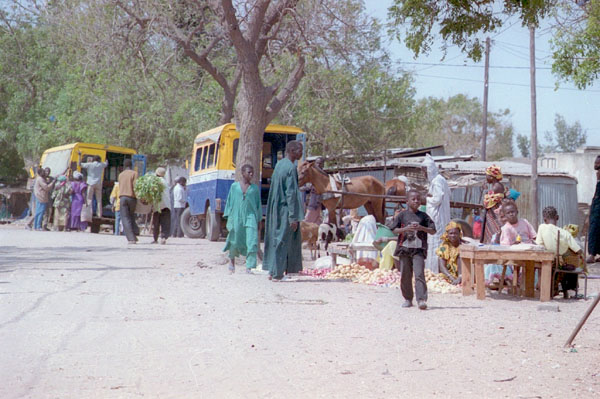
Vendedores de rua

Em janeiro de 1994 o Senegal adotou um profundo programa de reforma econômica com o apoio da comunidade de doadores internacionais. Esta reforma começou com uma desvalorização em 50% da moeda senegalesa, o Franco CFA, que era mantido a uma taxa de câmbio fixa em relação ao franco francês. Os controles de preços do governo e os subsídios foram desmantelados. Após disto, o país teve uma grande mudança graças a este programa de reformas, com o PIB real crescendo a médias superiores a 5% ao ano entre 1995 e 2004. A inflação anual foi reduzida para um dígito. Como Membro da União Econômica e Monetária do Oeste da África (WAEMU), o Senegal tem trabalhado pela integração econômica regional com uma tarifa externa única e uma política monetária mais estável. No entanto, o país ainda depende de doadores internacionais. Sob o programa do Fundo Monetário Internacional para a dívida dos países pobres, o Senegal se beneficiará da erradicação de dois terços de suas dívidas bilaterais, multilaterais, e do setor privado.
A pesca é o setor líder das exportações do Senegal. Suas receitas atingiram US$ 239 milhões em 2000. As operações de industrialização pesqueira lutam contra os altos custos, e o atum senegalês tem perdido o mercado francês para os competidores asiáticos, mais eficientes. As exportações de fosfato, o segundo produto da economia, têm permanecido estáveis, em torno de US$ 95 milhões anuais.

## Cultura
O Senegal é conhecido em toda a África por sua herança musical, devido à popularidade do Mbalax, que originou-se a partir da tradição percussiva, especialmente o Njuup, sendo popularizado por Youssou N'Dour e outros músicos. O Sabar é uma bateria especialmente popular, sendo usado principalmente em celebrações especiais como casamentos e outras cerimônias. Outro instrumento, o Tambor falante, é utilizado na cultura de vários grupos étnicos presentes no país. Artistas e bandas musicais senegaleses de renome internacional incluem Ismael Lô, Cheikh Lô, Orchestra Baobab, Baba Maal, Akon, Thione Seck, Viviane, Titi e Pape Diouf.
Senegal é bem conhecida pela tradição do Oeste Africano de contar histórias, que é feito por griots, que têm mantido a história do Oeste Africano viva por milhares de anos através de palavras e música. A profissão griot é transmitida de geração em geração e requer anos de treinamento e aprendizado na genealogia, história e música.
O Monumento da Renascença Africana, construído em 2010 em Dacar, é a estátua mais alta na África.